# Ewart Horsfall
Ewart Douglas Horsfall (ur. 24 maja 1892 w Liverpoolu, zm. 1 lutego 1974 w Devizes) – brytyjski wioślarz i oficer, dwukrotny medalista olimpijski. 
Kształcił się w Eton College i Magdalen College Uniwersytetu Oksfordzkiego. Trzykrotnie brał udział w The Boat Race; w latach 1912 i 1913 odnosił zwycięstwa, a w 1914 przegrał.
Wystąpił na igrzyskach olimpijskich w Sztokholmie w 1912, gdzie brytyjska osada Leander Club w składzie: Edgar Burgess, Sidney Swann, Leslie Wormald, Ewart Horsfall, James Angus Gillan, Stanley Garton, Alister Kirby, Philip Fleming i Henry Wells zdobyła złoty medal w ósemkach. W finale wyprzedzili rodaków z osady New College o 3,5 sekundy. Na rozgrywanych w 1920 roku igrzyskach olimpijskich w Antwerpii razem z Sidneyem Swannem, Guyem Nickallsem, Richardem Lucasem, Walterem Jamesem, Johnem Campbellem, Sebastianem Earlem, Ralphem Shove'em i Robinem Johnstone'em wywalczył srebrny medal w ósemkach. W finale o 0,8 sekundy wyprzedziła ich reprezentacja USA.
Po wybuchu I wojny światowej wstąpił do British Army, otrzymując przydział w pułku piechoty Rifle Brigade (The Prince Consort's Own) w stopniu podporucznika. Wkrótce jednak ukończył kurs pilota i przeniósł się do Royal Flying Corps (od kwietnia 1918 Royal Air Force). Awansowany na majora. Odznaczony Krzyżem Wojskowym, Krzyżem Wybitnej Służby Lotniczej i nagrodzony MiD. Od lutego 1916 Oficer Legii Honorowej.
Podczas igrzysk olimpijskich w Londynie w 1948 roku był menadżerem reprezentacji Wielkiej Brytanii w wioślarstwie.